# 스타토 다 마르
스타토 다 마르(베네토어: Stato da Màr) 또는 도미니 다 마르(Domini da Mar)는 "해양 영토/국가"라는 이름을 지닌, 베네치아 공화국의 해양과 해외 영토에 붙여진 명칭이며, 그 영역에는 이스트라반도, 달마티아, 알바니아, 네그로폰테, 모레아(모레아 왕국), 낙소스 공국의 에게해 제도, 크레타(칸디아 왕국)와 키프로스의 섬들이 포함되었다. 스타토 다 마르는 베네치아 공화국이 가진 세 개의 영토의 행정 구역 중 하나로, 나머지 두 개는 베네치아 본토인 도가도와 북부 이탈리아인 도미니 디 테라페르마이다.

## 역사
베네치아 해양 제국 건설은 서기 1,000년 경에 달마티아를 정복하면서 시작되었고 동로마 제국에게서 세 개의 섬 획득을 선언함과 함께 1204년 제4차 십자군이 끝날 시기에 최고 정점에 다다랐다. 그러나 이 영토 대부분은 베네치아가 지배하지 못했고, 그리스계 비잔티움 후계 국가(이피로스 전제공국, 니케아 제국, 트라페준타 제국)이 소유했고, 남은 나머지는 콘스탄티노폴리스를 재점령(1260년)해 낸 니케아의 비잔티움 제국에게 곧 상실한다.
그러나 많은 세기 동안 스타토 다 마르는 발칸반도에서 살아남았고, 그 중심지인 아드리아해는 17세기와 18세기 지도에는 심지어 "마레 디 베네치아"(Mare di Venezia, 베네치아 해)라는 별명을 지니기도 했다.
시간이 흘러 오스만 제국으로부터의 압박하에서, 남은 영토들을 상실하고 말았고, 이스트리아와 달마티아, 케르키라섬, 이오니아 제도(베네치아령 이오니아 제도)만이 남아서 재조직해 냈지만 1797년 나폴레옹 보나파르트에게 공화국이 멸망하면서 상실하였다.

## 지배 지역
- 베네치아령 이스트리아: 오늘날 크로아티아의 이스트리아반도
- 베네치아령 달마티아: 오늘날 크로아티아의 달마티아와 내륙 지역의 소규모 영토
- 베네치아령 알바니아: 오늘날 몬테네그로의 코토르만과 내륙 지역 소규모 영토
- 베네치아령 두라초: 오늘날 알바니아의 두러스
- 베네치아령 이오니아 제도: 칸디아 왕국과 오늘날 그리스 지역의 여러 지역
- 베네치아령 키프로스: 키프로스섬

## 같이 보기
- 제노바 식민지

## 참고 서적
- Arbel, Benjamin (1996). 〈Colonie d'oltremare〉.   Alberto Tenenti; Ugo Tucci. 《Storia di Venezia. Dalle origini alla caduta della Serenissima》 (이탈리아어). V: Il Rinascimento. Società ed economia. Rome: Enciclopedia Italiana. 947–985쪽. OCLC 644711009.
- Crowley, Roger (2011). 《City of Fortune - How Venice Won and lost a Naval Empire》. London: Faber and Faber. ISBN 978-0-571-24594-9.
- Da Mosto, Andrea (1937). 《L'Archivio di Stato di Venezia》. Rome: Biblioteca d'Arte editrice.
- Gullino, Giuseppe (1996). 〈Le frontiere navali〉.   Alberto Tenenti; Ugo Tucci. 《Storia di Venezia. Dalle origini alla caduta della Serenissima》 (이탈리아어). IV: Il Rinascimento. Politica e cultura. Rome: Enciclopedia Italiana. 13–111쪽. OCLC 644711024.
- Mutinelli, Fabio (1851). 《Lessico Veneto》. Venice: tipografia Giambattista Andreola.